# All Your Love (I Miss Loving)
«All Your Love (I Miss Loving)» або «All Your Love» — пісня американського блюзового гітариста Отіса Раша, випущена синглом у 1958 році на лейблі Cobra.  

## Оригінальна версія
Пісня була написана чиказьким блюзовим музикантом Отісом Рашем, який на той момент працював на лейблі Cobra. Запис відбувся у 1958 році в Чикаго (Іллінойс), в якому взяли участь Раш (гітара і вокал), Гарольд Ешбі і Джекі Бренстон (обидва — саксофон), Айк Тернер (гітара), Літтл Бразер Монтгомері (фортепіано), Віллі Діксон (контрабас) і Біллі Гейлс (ударні). Продюсером виступив Віллі Діксон. «All Your Love» поєднує ритми румби, а шафл пісні (у манері Б. Б. Кінга на «Woke Up This Morning») та її гітарні рифи стали візитівкою Раша.
Пісня була випущена у 1958 році лейблом Cobra на синглі з «My Baby's a Good 'Un» на стороні «Б» і стала останнім синглом для Раша на лейблі (Cobra того ж року припинив існування), який перейшов на Chess.
Перейшовши на Chess, Раш перезаписав «All Your Love» у січні 1960 в Чикаго; у записі взяли участь Раш (вокал, гітара), Боббі Нілі (тенор-саксофон); Лафаєтт Лік (фортепіано), Метт Мерфі (гітара), Віллі Діксон (контрабас) і Оді Пейн (ударні). Пісня була включена до збірки Door to Door (спільно з Альбертом Кінгом), яка вийшла на Chess у 1969 році.
Пізніше Раш ще записав декілька студійних і концертних версій пісні, наприклад для Blues Live! (1975), Cold Day in Hell (1975), Live in Europe (1982), Blues Interaction – Live in Japan 1986 (1989) і Live… and in Concert from San Francisco (2006).

## Інші версії
Пісню перезаписали інші виконавці, зокрема John Mayall & the Bluesbreakers для альбому Blues Breakers with Eric Clapton (1966), Aerosmith для Pandora's Box (1977, вийшов 1991), Стіві Рей Вон для In the Beginning (1980, вийшов 1992), Бадді Гай для DJ Play My Blues (1982), Гері Мур для Still Got the Blues (1990), Мелвін Тейлор для Melvin Taylor & the Slack Band (1995) та ін.

## Визнання і вплив
У 2010 році пісня «All Your Love (I Miss Loving)» в оригінальному виконанні Раша (Cobra, 1958) була включена до Зали слави блюзу в категорії «Класичний блюзовий запис — пісня». 
Пітер Грін відзначав, що «All Your Love (I Miss Loving)» Раша надихнула його на створення пісні «Black Magic Woman», яка стала хітом для Santana.